# Nowe Osiedle (Lubraniec)
Nowe Osiedle – część miasta Lubraniec w Polsce, położona w województwie kujawsko-pomorskim, w powiecie włocławskim.